# Квинт Помпоний Руф
Квинт Помпоний Руф (лат. Quintus Pomponius Rufus) — римский политический деятель второй половины I века.
Родиной Руфа, может быть, была Тарраконская Испания, где он был префектом побережья. Затем он занимал какую-то должность в Нарбонской Галлии. В правление Гальбы в 68/69 году или Веспасиана в 73/74 году Руф вошёл в состав сената.
Веспасиан сделал его верховным судьей провинции Тарраконская Испания. Также Руф вошёл в состав жреческой коллегии флавиалов. После Квинт командовал легионом, возможно, V Жаворонков, и в 94 году был наместником Далмации. В 95 году Руф находился на посту консула-суффекта, а затем был куратором общественных работ. В 99 году он находился на посту наместника Нижней Мёзии, а в 109/110 или 110/111 году был проконсулом Африки.